# بلاك بيري كوارك
بلاك بيري كيورك (بالإنجليزية: BlackBerry Quark)‏ هو هاتف محمول من بلاك بيري يعمل بنظام بلاك بيري، تم طرحه في الأسواق في 2003.

## الخصائص
- نظام التشغيل: بلاك بيري
- الشاشة: 160 × 100
- الذاكرة: 16 ميجابايت